# Енен-Бомон
Енен-Бомон (на френски: Hénin-Beaumont) е град и община в Северна Франция. Разположен е в окръг Ланс, департамент Па дьо Кале, регион О дьо Франс. Населението му е 25 901 жители, по данни от 1 януари 2016 г.

## География
Градът е разположен на 9 км източно от Ланс и 25 км южно от Лил. На 1 км от града се пресичат автомагистралите А1 и А21.

## Местна политика
Бивш въгледобивен център, в миналото градът се е доминирал от левицата. През последните години крайнодясният Национален фронт набира популярност. На извънредните местни избори през 2009 неговият кандидат Стив Бриуа достига до балотаж, който губи с много малка разлика. Той печели местните избори през 2014 още на първи тур с 50,26 % от гласовете.